# Hubert Schardin
Hubert Reinhold Hermann Schardin (né le 17 juin 1902 à Deutsch Plassow en Poméranie orientale ; † 27 septembre 1965 à Fribourg-en-Brisgau) est un ingénieur et universitaire allemand spécialiste de balistique. Il s'est principalement consacré à la chronophotographie et au développement des caméras Pentazet. Directeur de l’Institut franco-allemand de recherches de Saint-Louis (ISL) , il a créé l’Institut Fraunhofer de dynamique rapide (Institut Ernst-Mach, EMI) de Fribourg-en-Brisgau.

## Biographie
Fils d'un instituteur, Schardin effectua jusqu'en 1922 ses études secondaires au lycée de Stolp, puis suivit une formation d'ingénieur à l’Institut technique de Berlin-Charlottenbourg et à l'Université technique de Munich. Il fut reçu major de sa promotion en 1926 (spécialité physique appliquée).
De 1930 à 1935, il travailla comme assistant auprès du balisticien Carl Cranz, sous la direction duquel il prépara sa thèse de doctorat sur la Méthode strioscopique de Töpler (1934). À l'automne 1935, il accompagna Cranz en Chine pour jeter les bases de l'Institut de balistique de Nankin, dans le cadre de la Coopération sino-allemande (1911-1941).
Au mois de novembre 1935, les autorités nazies le nommèrent directeur du nouvel Institut de physique technique et de Balistique de l'Académie Technique de la Luftwaffe (TAL) de Berlin-Gatow. C'est pourquoi il regagna Berlin au début de 1936. Il se consacra essentiellement à la résistance au choc des matériaux et en particulier du verre, ainsi qu'à la résistance des cockpits. À partir de 1942, il travailla notamment avec sa camarade d'université, la comtesse Schenk von Stauffenberg, aviatrice et ingénieur.
Promu successivement professeur surnuméraire (1er décembre 1937) puis professeur titulaire (1942) de l’Université technique de Berlin, il enseigna jusqu'en avril 1945, bien que son Institut de Balistique eût été transféré à Biberach an der Riß en novembre 1943. Le 23 avril 1945, les troupes d'occupation françaises du Wurtemberg fermèrent l'Institut.

### L'Institut franco-allemand de Saint-Louis
Avant même la capitulation allemande, les Alliés cherchaient à arrêter les ingénieurs et chercheurs allemands pour  s'assurer leur collaboration exclusive. L'Académie technique de la Luftwaffe, dont les laboratoires se trouvaient en Wurtemberg-Bade, avait particulièrement attiré l'attention des Français et des Américains. Les Français aménagèrent un laboratoire provisoire pour Schardin et 32 autres chercheurs (dont Richard Emil Kutterer, Robert Sauer et Theodor Fromme) dans la petite ville frontalière de Saint-Louis : ces nouvelles recrues bénéficièrent du statut de chargés de recherche français en balistique. Schardin emménagea avec sa famille dans la ville frontalière de Weil am Rhein. Il poursuivit presque sans discontinuer ses recherches sur la résilience du verre et la détonique. À partir de 1954, il se tourna vers la conception des abris anti-atomiques, les mesures de protection civile et l'effet de souffle.
Promu entretemps Directeur scientifique de cet institut, Schardin obtint en 1955 des autorités françaises l'autorisation d'équiper son centre d'un calculateur Zuse 4, qu'il utilisa jusqu'en 1959. Il poursuivit le développement de l'institut sous la direction de l'ingénieur-général de l'Armement Robert Cassagnou, jusqu'à sa requalification en 1959 (à la demande de la République Fédérale Allemande) en Institut de Recherches franco-allemand de Saint-Louis (ISL).

### L'Institut Ernst-Mach de Fribourg
Mais dès l'automne 1945, Schardin, détenu à Saint-Louis, avait cherché à nouer des contacts avec l'Université de Fribourg-en-Brisgau pour obtenir d'y enseigner. Il obtint finalement en 1947 un poste de professeur honoraire de Physique appliquée, et créa son propre département, rattaché à la Fraunhofer-Gesellschaft en 1959 comme Institut Ernst-Mach (EMI).
Alors que les recherches militaires étaient rendues impossibles par les forces d'occupation dans l'Allemagne d'Après-guerre, Schardin parvint à partir de 1955 à embrasser de nouveaux domaines de recherche à l'université de Fribourg, comme le comportement des matériaux sous sollicitation rapide, les processus d'éclatement et de propagation de fissure, l'aérodynamique et les ondes de choc.
Ses recherches sur la rhéologie du verre lui ont valu en 1958 l'anneau Georg-Gehlhoff, décerné par la Deutsche Glastechnische Gesellschaft,et la médaille  Dupont de la Society of Motion Picture and Television Engineers.
En 1960, l'EMI aménagea un centre expérimental (centre d'essai n°1) dans une carrière desaffectée de Wintersweiler, pour observer des explosions. Ce terrains reste encore intensivement utilisé par l'EMI. Un second centre expérimental a été aménagé à Weil am Rhein en
1964. Au mois d'octobre 1964, Schardin était nommé directeur du Département des systèmes d'armes au im Ministère fédéral de la Défense (Allemagne).
Hubert Schardin est mort le 27 septembre 1965 d'un infarctus. Plus de 500 personnes assistaient à ses obsèques à Weil am Rhein le 3 octobre 1965, dont le ministre de la Défense allemand, Kai-Uwe von Hassel.

## Œuvre scientifique
Les principales contributions scientifiques d'Hubert Schardin concernent la dynamique rapide, qu'il explora par les techniques de photographie rapide. En ce domaine, il a été le continuateur des rercherches d'Ernst Mach et de Friedrich Ahlborn. Il a su exploiter les méthodes de moiré et les figures d'interférence pour l'étude des processus rapides. Il a réduit les temps d'obturation grâce aux techniques électro- et magnéto-optique, et perfectionné le contraste grâce aux flashes radioélectriques et à rayons X. Ces travaux ont ouvert la voie à la mesure des phénomènes très brefs, d'abord imposés par ses travaux de balistique, mais qui se sont étendus à tout le domaine des mesures physiques. Schardin a lui-même suggéré diverses applications nouvelles de la dynamique rapide. L'une des étapes les plus importantes aura été la mise au point en 1929 avec Carl Cranz d'une caméra à loupe-éclair (Funkzeitlupe Kamera). Schardin a également contribué fortement au développement des obus anti-tanks à charge creuse : il a d'ailleurs laissé son nom à l'effet Misznay-Schardin.
Depuis 1969, le Congrès International de photographie rapide et de Photonique décerne (avec l'Association de physique rapide) la médaille Hubert-Schardin.

## Écrits
- Die Grundlagen einer exakten Anwendung und quantitativen Auswertung der Toeplerschen Schlierenmethode (1934). VDI-Verlag G.m.b.H., Berlin. – thèse de doctorat
- Veröffentlichungen der Reichsstelle für den Unterrichtsfilm. n° C142, Beschuss von Drähten und Panzerplatten (1937). Institut f. d. wiss. Film, Göttingen
- Bemerkungen zum Druckausgleichsvorgang in einer Rohrleitung (1932). In: Phys. ZS. Vol. 2, pp. 60–64. (principe de la théorie des tubes à choc)

## Voir également
- (de) Cet article est partiellement ou en totalité issu de l’article de Wikipédia en allemand intitulé « Hubert Schardin » (voir la liste des auteurs).
- Fonds Schardin du Deutsches Museum
- « Hubert-Schardin-Medaille » (version du 14 mars 2012 sur Internet Archive)